# Schloss Ansemburg

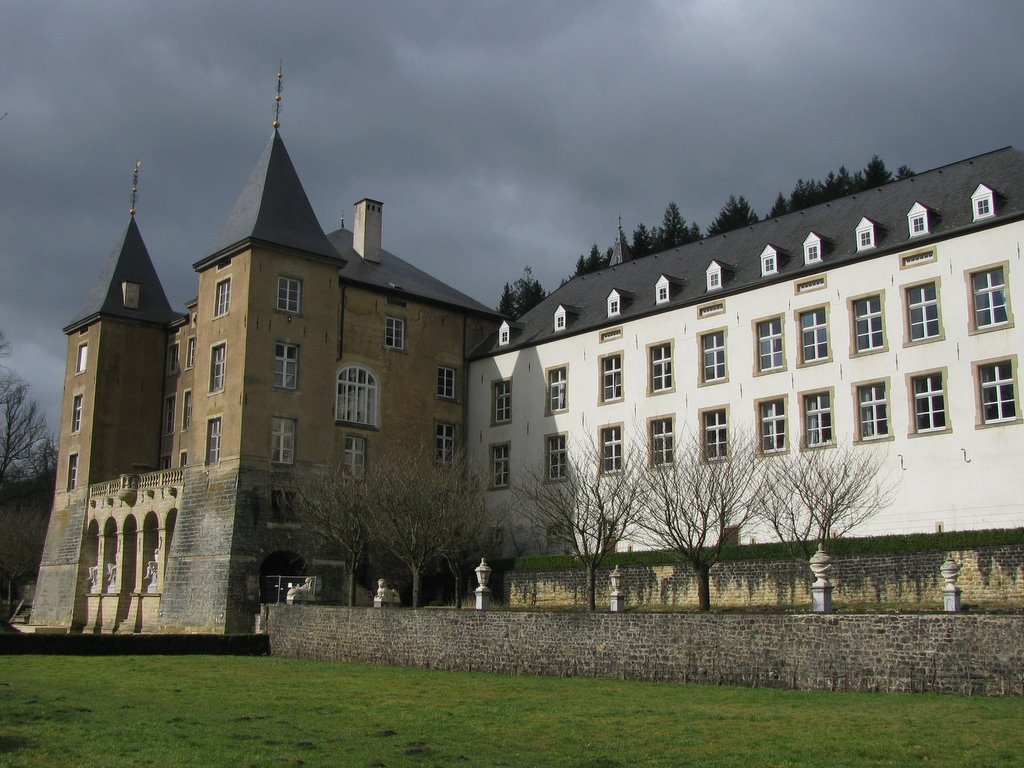
Schloss Ansemburg

Das Schloss Ansemburg in der gleichnamigen luxemburgischen Ortschaft Ansemburg der Gemeinde Helperknapp ist ein Schloss im Stil der Renaissance und wurde zwischen 1639 und 1647 von dem Hüttenbesitzer Thomas Bidart im Tal der Eisch errichtet. Sein Nachfahr Lambert-Joseph de Marchant vergrößerte es im 18. Jahrhundert. Um das „neue Schloss“ nicht mit der auf einem Berg gelegenen älteren Burganlage von Ansemburg zu verwechseln, wird das Schloss oft als Nouveau Château bezeichnet. Burg und Schloss zählen zum „Tal der sieben Schlösser“, dem Motto, unter welchem für das Eischtal touristisch geworben wird.
Der im französischen Stil angelegte Barockgarten des Schlosses wurde mit EU-Finanzhilfe renoviert und ist öffentlich zugänglich. Das Schloss selbst ist seit 1986 Eigentum der japanischen Religionsgemeinschaft Sukyo Mahikari und nicht zu besichtigen.